# Clarke Schmidt
Clarke Schmidt (Acworth, Georgia, 20 de febrero de 1996) es un jugador profesional estadounidense de béisbol que se desempeña en la posición de lanzador en New York Yankees, equipo de las Grandes Ligas de Béisbol (MLB).

## Carrera
Fue seleccionado en la primera ronda en el Draft de la MLB de 2017. En 2020 hizo su debut profesional con el equipo New York Yankees, donde lleva jugando cinco temporadas.